# Gran Sinagoga de Tel-Aviv
La Gran Sinagoga de Tel-Aviv (en hebreu: בית הכנסת הגדול בתל אביב) està situada en el carrer Allenby, en la ciutat de Tel-Aviv, a Israel, a l'est de la Torre Shalom. L'edifici va ser dissenyat en 1922 i es va acabar en 1926. Va ser renovat en 1970 amb una nova façana exterior amb arcs. La sinagoga fou construïda amb una enorme cúpula i magnífics vitralls. Les finestres de cristall són rèpliques de les finestres de les sinagogues que van ser destruïdes a Europa durant l'Holocaust.